# Captura de Lubumbashi
Captura de Lubumbashi ou Queda de Lubumbashi ocorreu em abril de 1997 durante a Primeira Guerra do Congo. Os rebeldes da Aliança das Forças Democráticas para a Libertação do Congo (AFDL) tomam a cidade defendida pelas Forças Armadas Zairenses (FAZ) leais ao Presidente Mobutu Sese Seko.

## Contexto

Zaire no início de abril de 1997. As Forças Armadas Zairenses abandonam Camina em 31 de março de 1997..

Lubumbashi é a segunda maior cidade e capital da rica província mineradora de Shaba (ou Catanga). A cidade é abundante em minas de cobre e cobalto e era o último objetivo estratégico da AFDL antes da capital Quinxassa.

## Forças presentes
Em 1990, a cidade era sede da 21.ª Brigada de Infantaria das Forças Armadas Zairenses, composta por dois batalhões de infantaria e um batalhão de apoio, com capacidades limitadas de combate. Morteiros pesados de 120 mm são implantados na cidade, mas não desempenharão nenhum papel nos combates. Unidades da Guarda Civil Zairiana e da Divisão Especial Presidencial (DSP) também participam da defesa da cidade.
As forças da AFDL de Laurent Désiré Kabila são apoiadas pelos combatentes do Exército Patriótico Ruandês. Os rebeldes também se juntam aos tigres catangueses, uma força oriunda dos exilados da gendarmeria catanguesa. As tropas catanguesas estavam sob o comando de Sylvain Mbumba. Eles se reúnem em Ndola (na Zâmbia) por avião e avançam para Lubumbashi pressionando a partir do oeste, transportados por caminhões do exército zambiano. 1.000 soldados zambianos também participaram dos combates, segundo o jornal sul-africano The Sunday Independent. O coronel rebelde Ntambo Mutchaïl reconhece o uso de crianças soldados (kadogos). Os armamentos pesados das forças pró-Kabila estão limitados a lança-foguetes e morteiros.

## Captura da cidade

As diferentes linhas de progressos dos rebeldes.

Pelo menos 300 rebeldes teriam participado do ataque de 9 de abril à cidade a partir de três direções diferentes. Em vez de atacar de Likasi (a noroeste) ou de Kasenga (a nordeste), o principal ataque da AFDL acontece de Kipushi, da fronteira com a Zâmbia. As Forças Armadas Zairenses apresentam apenas uma resistência muito breve durante a ofensiva rebelde. O comandante da região militar, o general Peneloa Molanda, é o primeiro a fugir. Os militares da 21.ª Brigada se juntam aos rebeldes. Os soldados da Divisão Especial Presidencial são os únicos a resistir. Encurralados no aeroporto, o conservam até 10 de abril à noite, embora ocorra um motim que eclodiu depois que os oficiais da unidade tentam escapar. A cidade é então pilhada por seus habitantes, bem como por soldados de Mobutu derrotados.
Os rebeldes recebem uma recepção entusiástica da população. A segurança é assegurada pelo partido local União dos Federalistas e Republicanos Independentes (Uferi), aliado dos combatentes tigres catangueses..

## Consequências
A cidade torna-se a capital de facto dos rebeldes. Os símbolos zairianos são rapidamente removidos da cidade e a bandeira histórica da República do Congo é hasteada sobre prédios públicos, enquanto muitos jovens da cidade se juntam às tropas rebeldes.
A conquista de Lubumbashi, bem como da cidade diamantífera de Buchimaie (Cassai Oriental), sede da Sociedade Mineira de Bakwanga, em 5 de abril de 1997, permitiram reabastecer os cofres da AFDL. Em 16 de abril de 1997, a AFDL assinou um contrato com a America Mineral Fields, que administra as minas da cidade. Em 18 de abril de 1997, o gerente de escritório da De Beers em Quinxassa encontrou-se com Kabila. Os representantes da Goldman Sachs e do First Bank of Boston, por sua vez, também visitam o líder rebelde.
Kabila, portanto, torna-se um elemento-chave na situação no Zaire para a comunidade internacional. No início de maio, ele recebeu uma delegação estadunidense liderada por Cynthia McKinney, membro da Câmara dos Representantes dos Estados Unidos.